# Aeropuerto de Umeå
El Aeropuerto de Umeå (en sueco: Umeå Flygplats) (IATA: UME, OACI: ESNU) es un aeropuerto que se sitúa a 5,4 kilómetros del centro de la localidad de Umeå, en Suecia. El aeropuerto se inauguró en mayo de 1962, aunque recibió su primer vuelo en 1961.

## Aerolíneas y destinos
| Aerolíneas                     | Destinos                                                        |
| ------------------------------ | --------------------------------------------------------------- |
| airBaltic                      | Riga, Vaasa                                                     |
| BH Air                         | Temporada: Burgas                                               |
| Direktflyg                     | Aeropuerto de Luleå, Östersund                                  |
| Flybe operado por Flybe Nordic | Helsinki                                                        |
| Hello                          | Temporada: Zúrich                                               |
| Malmö Aviation                 | Gotemburgo-Landvetter, Estocolmo-Bromma                         |
| Norwegian Air Shuttle          | Alicante, Estocolmo-Arlanda Estacional (invierno): Gran Canaria |
| Scandinavian Airlines          | Kiruna, Estocolmo-Arlanda                                       |
| Skyways                        | Gotemburgo-Landvetter                                           |

## Estadísticas
Ver fuente y consulta Wikidata.